# Albert Regel

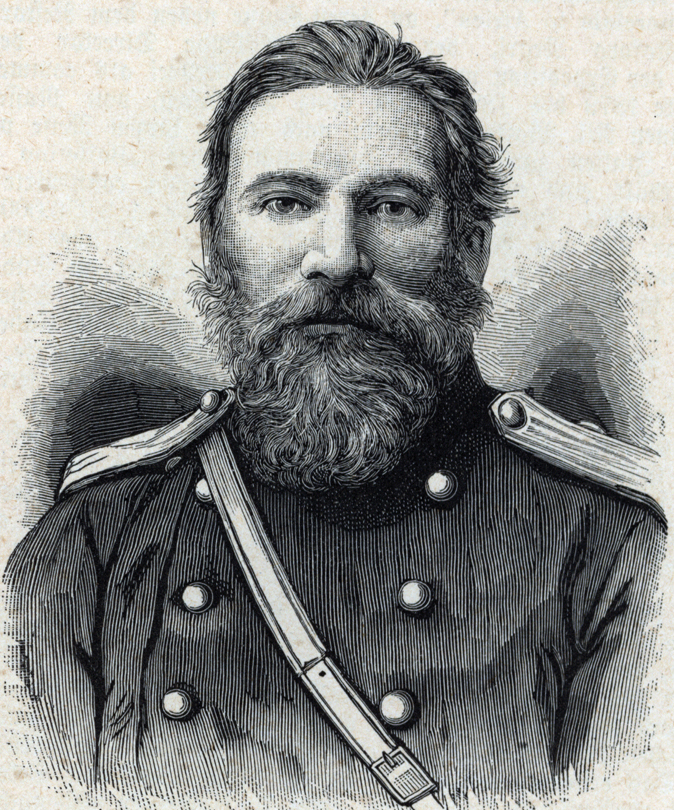
Albert Regel

Johann Albert Regel (russisch Иоанн-Альберт Регель; * 12. Dezember 1845 in Zürich; † 6. Juli 1908 in Odessa) war ein deutschstämmiger, schweizerisch-russischer Mediziner, Botaniker, Zentralasienforscher und Archäologe. Sein offizielles botanisches Autorenkürzel lautet „A.Regel“.

## Leben
Johann Albert Regel war der älteste Sohn von Eduard August von Regel (1815–1892), der ab 1855 Oberbotaniker und Direktor des kaiserlichen Botanischen Gartens in St. Petersburg war. Er studierte Medizin in St. Petersburg, Göttingen, Wien und Dorpat und erwarb von seinem Vater botanische Kenntnisse.
Regel wurde 1875 auf Antrag des Generalgouverneurs von Turkestan, General Konstantin von Kauffmann zum Kreisarzt in der damals unter russischer Verwaltung stehenden chinesischen Stadt Guldscha in der Provinz Ili im Generalgouvernement Turkestan (heute Sinkiang) ernannt. Im Mai 1876 brach er nach Guldscha auf, erreichte es aber erst im Oktober, da er unterwegs das Qaratau-Gebirge und Taschkent erforschte. In Guldscha lernte er turkmenisch und machte sich mit den örtlichen Gebräuchen bekannt. In den Jahren 1879–1880 unternahm er im Auftrag der Kaiserlich Russischen Geographischen Gesellschaft von Guldscha aus eine Expedition nach Turfan. Ursprünglich wollte er der Kaiserlichen Straße bis Urumtschi und Turfan folgen, dann den südlich gelegenen Lop Nor besuchen und südlich des Tienschan über Kaschgar nach Guldscha zurückkehren. Die Chinesen befürchteten jedoch eine neuerliche russische Invasion und nahmen an, dass Regel das Terrain auskundschaften sollte (was auch Morgan für wahrscheinlich hält), daher musste er von der Oase Turfan auf demselben Wege zurückreisen. Am  4. Mai 1879 verließ Regel Guldscha zusammen mit vier Soldaten, zwei Kara-Kirgisen, einen Mandschurier und einen Kasachen/Kirgisen. Die Karawane bestand aus vier Kamelen und 16 Pferden. Sie folgten dem Lauf des Peljuchi nach Norden und überquerten dann einen 2100 m hohen Pass in das Tal des Borborogussun, in der Nähe der Quelle des Dschirgalan.
Vom 27. September bis zum 21. November weilte er in Turfan. Regel beschrieb die Klosterruinen und Zeugnisse der buddhistischen Vergangenheit im Turfan-Gebiet. Er arbeitete zum Beispiel in Gaochang (Kocho oder Qocho). Regel hat auch Karategin und 1880 Darwaz, heute in Badachschan und Berg-Badachschan und  Qalai Chumb bereist. 1881 besuchte er Samarkand, 1882 Hissar, 1884 den Pamir.
Guldscha fiel 1881 wieder an China, und Regel widmete sich weiter der Erkundung Turkestans. Er sandte Herbarien und Samen an seinen Vater, unter anderem von Polygonum baldschuanicum aus Buchara. Er selbst beschrieb Anthurium geitnerianum.

## Ehrungen

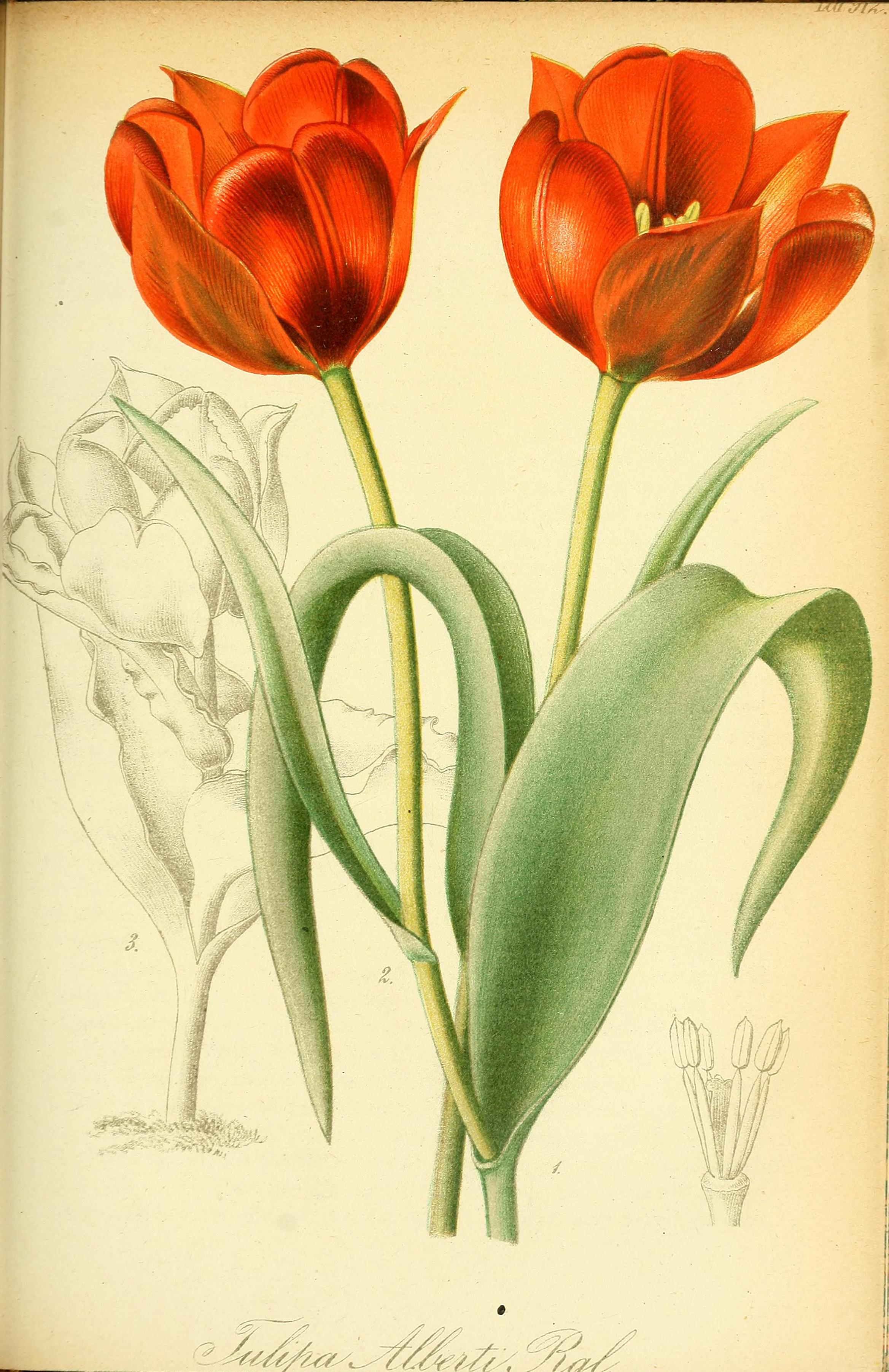
Tulipa alberti, Abbildung von 1877

Nach ihm benannt wurden (teilweise von seinem Vater) unter anderem folgende Pflanzenarten:
- Acantholimon alberti Regel
- Acer regelii Pax oder Acer pubescens Franch.
- Allium regelii Trautv.
- Cirsium alberti Regel & Schmalh.
- Cousinia albertoregelia C. Winkl.
- Eminium alberti (Regel) (Engl. ex B. Fedtsch.)
- Eremurus alberti Regel
- Gagea alberti Regel
- Iris alberti (Regel)
- Oxytropis alberti-regelii (Vass.)
- Pentanema albertoregelia (C. Winkl.) (Gorschk)
- Ranunculus alberti (Regel & Schmalh.)
- Rosa alberti
- Scorzonera albertoregelia (C. Winkl.)
- Tulipa alberti Regel

und fünf Käferarten.
Außerdem war er Hofrat.

## Werke
- Beitrag zur Geschichte des Schierlings und Wasserschierlings. – Moskau, 1877. Digitalisierte Ausgabe der Universitäts- und Landesbibliothek Düsseldorf
- Reisen in Central-Asien, 1876-79. In: Dr. A. Petermann's Mittheilungen aus Justus Perthes' Geographischer Anstalt; 25. Band, 1879, S. 376–384 und 408–417. Justus Perthes, Gotha 1879
- Meine Expedition nach Turfan 1879. In: Dr. A. Petermann's Mittheilungen aus Justus Perthes' Geographischer Anstalt; 27. Band, 1881, S. 380–394. Justus Perthes, Gotha 1881
- Das ostasiatische Küstenland zu Beginn des Jahres 1904. Geographische Zeitschrift 11/1, 1905, 51-55. Stable URL: https://www.jstor.org/stable/27805239
- Dr. Albert Regel's Journey in Karateghin and Darwaz. Proceedings of the Royal Geographical Society and Monthly Record of Geography 4/7, 1882, 412-417. Stable URL: https://www.jstor.org/stable/1800234 ("our account is nearly a literal translation of his letter published in the last number of the Russian Isvestiya")